# Grania canaria
Grania canaria är en ringmaskart som beskrevs av Rota och Erseus 2003. Grania canaria ingår i släktet Grania och familjen småringmaskar. Inga underarter finns listade i Catalogue of Life.